# جون ن. إيروين الثاني
جون ن ايروين، الثاني (بالإنجليزية: John N. Irwin, II)‏ (و. 1913 – 2000 م) هو دبلوماسي، ومحام من الولايات المتحدة الأمريكية ولد في كيوكوك.
وهو عضو في الحزب الجمهوري .

## روابط خارجية
- جون ن. إيروين الثاني على موقع مونزينجر (الألمانية)
- جون ن. إيروين الثاني على موقع إن إن دي بي (الإنجليزية)